# Holohalaelurus regani
Espèce
Répartition géographique
Statut de conservation UICN

 LC  : Préoccupation mineure
Holohalaelurus regani est une espèce de requins.